# 紀元前135年
紀元前135年（きげんぜん135ねん）は、ローマ暦の年である。

## 他の紀年法
- 干支 : 丙午
- 日本
  - 開化天皇23年
  - 皇紀526年
- 中国
  - 前漢 : 建元6年
- 朝鮮
  - 檀紀2199年
- 仏滅紀元 : 410年
- ユダヤ暦 : 3626年 - 3627年

## できごと

### バクトリア
- インド・グリーク朝のメナンドロス1世が死去し、Epanderが後を継いだ。

### ローマ
- シチリアでエウヌスが反乱を起こし、第一次奴隷戦争が勃発した。

## 誕生
- 司馬遷：中国の歴史家（紀元前86年没）
- ポセイドニオス：ギリシアの哲学者、科学者（紀元前51年没）

## 死去
- メナンドロス1世：インド・グリーク朝の王
- シモン：ハスモン朝の大祭司